# 锡金鳞毛蕨
锡金鳞毛蕨（学名：Dryopteris sikkimensis），为鳞毛蕨科鳞毛蕨属下的一个植物种。